# Wilhelm Hammer
Wilhelm Hammer, nemški general in vojaški zdravnik, * 3. januar 1887, † 14. november 1964.